# Pocałunki (singel)
Pocałunki (zapis stylizowany: Pocałunki (M. Pawlikowska-Jasnorzewska)) – singel polskiej piosenkarki Sanah. Singel został wydany 13 lipca 2023.
Piosenka była nominowana do nagrody polskiego przemysłu fonograficznego Fryderyka w kategorii „najlepsze nowe wykonanie”.
Kompozycja znalazła się na 5. miejscu listy OLiA, najczęściej odtwarzanych utworów w polskich rozgłośniach radiowych. Nagranie otrzymało w Polsce status poczwórnie platynowego singla, przekraczając liczbę 200 tysięcy sprzedanych kopii.

## Geneza utworu i historia wydania
Utwór napisali i skomponowali Maria Pawlikowska-Jasnorzewska, Zuzanna Grabowska i Arkadiusz Kopera, który również odpowiada za produkcję utworu. Piosenkarka o singlu:

[...] Zainspirowałam się interpretacją tego pięknego tekstu w wykonaniu Ewy Demarczyk. Bardzo chciałam napisać do niego własną melodię i tak oto powstały moje »Pocałunki«.

Singel ukazał się w formacie digital download 13 lipca 2023 w Polsce za pośrednictwem wytwórni płytowej Magic Records w dystrybucji Universal Music Polska. Piosenka została umieszczona na szóstym albumie studyjnym Sanah – Dwoje ludzieńków.
Piosenka powstała na podstawie połączenia dwóch wierszy Marii Pawlikowskiej-Jasnorzewskiej: „Miłość” i „Fotografia” (oba pochodzą z tomiku poezji Pocałunki) oraz fragmentu wiersza „List” francuskiego poety Blaise’a Cendrarsa w przekładzie Julii Hartwig.
W lutym 2024 singel uzyskał nominację do nagrody polskiego przemysłu fonograficznego Fryderyka w kategorii „najlepsze nowe wykonanie”.

## „Pocałunki” w stacjach radiowych
Nagranie było notowane na 5. miejscu w zestawieniu OLiA, najczęściej odtwarzanych utworów w polskich rozgłośniach radiowych.

## Teledysk
Do utworu powstał teledysk w reżyserii samej piosenkarki i Michała Pańszczyka, który udostępniono 14 lipca 2023 za pośrednictwem serwisu YouTube.

## Lista utworów
- Digital download[3]

1. „Pocałunki (M. Pawlikowska-Jasnorzewska)” – 3:10

## Notowania
| Kraj   | Lista (2023)             | Najwyższa pozycja |
| ------ | ------------------------ | ----------------- |
| Polska | Billboard Poland Songs   | 5                 |
| Polska | OLiS – single w streamie | 4                 |

| Kraj   | Lista (2023)                   | Najwyższa pozycja |
| ------ | ------------------------------ | ----------------- |
| Polska | OLiS – oficjalna lista airplay | 5                 |

| Kraj   | Lista (2023)                   | Pozycja |
| ------ | ------------------------------ | ------- |
| Polska | OLiS – single w streamie       | 46      |
| Polska | OLiS – oficjalna lista airplay | 46      |

## Certyfikaty
| Kraj          | Certyfikat         | Sprzedaż |
| ------------- | ------------------ | -------- |
| Polska (ZPAV) | 4× platynowa płyta | 200 000+ |

## Wyróżnienia
| Rok  | Konkurs                  | Kategoria                   | Rezultat    |
| ---- | ------------------------ | --------------------------- | ----------- |
| 2023 | Gorąca 100               | 100 największych hitów 2023 | 18. miejsce |
| 2023 | Przebój roku RMF FM 2023 | Przebój roku                | 13. miejsce |
| 2024 | Fryderyki 2024           | Najlepsze nowe wykonanie    | Nominacja   |